# Batrovci
Batrovci (v srbské cyrilici Батровци) jsou obec v srbské autonomní oblasti Vojvodina, na jejím samém západu, při hranici s Chorvatskem. Přesněji se nacházejí na území historického regionu Srem. Známé jsou především díky nedaleké dálnici a hraničnímu přechodu s Chorvatskem. V roce 2011 měly Batrovci 259 obyvatel. Administrativně spadají pod opštinu Šid.
Severně od vesnice protéká řeka Bosut a jižně se nachází ona frekventovaná dálnice. Zástavba vesnice se nachází okolo dvou hlavních ulic, které jsou na sobě kolmé a kříží se v samém středu Batrovců. V roce 2015 byla vesnice místem, kudy procházel hlavní migrační tah během Evropské migrační krize poté, co Maďarsko uzavřelo své hranice.

## Obyvatelstvo
- 1961: 653
- 1971: 577
- 1981: 464
- 1991: 399
- 2002: 320